# Sundön
Sundön är en ö i Finland. Den ligger i Finska viken och i kommunen Borgå i den ekonomiska regionen  Borgå i landskapet Nyland, i den södra delen av landet. Ön ligger omkring 53 kilometer öster om Helsingfors.
Öns area är 1,25 kvadratkilometer och dess största längd är 2,3 kilometer i öst-västlig riktning. Ön höjer sig omkring 35 meter över havsytan.
I övrigt finns följande på Sundön:
- Brändholmen (en ö)